# Voio
Voio (en griego: Βόιο, Voio) es una cadena montañosa en el sudoeste de las unidades regionales de Kastoria y el oeste de Kozani en Grecia. La montaña es parte de la cordillera de Pindo. Su máxima altitud es de 1.805 m. Es una cadena montañosa densamente boscosa y poco poblada. Es drenada por los ríos Sarantaporos en el oeste y por el Aliakmonas en el este.